# Graiul Sălajului (1946–1949)
Graiul Sălajului a fost un cotidian editat în Zalău, județul Sălaj din 18 august 1946 până în 1949.
Începand cu nr. 3 din 18 august 1946, gazeta Sălajul nou va purta denumirea Graiul Sălajului - organ de lupta demo-cratica, care se va pastra pana in anul 1949. Ziarul „Drum nou”, care a aparut pana in 1959, a fost o continuare a demersului gazetaresc inceput de echipa care a infiintat Graiul Sălajului. 